# Дејвид О. Селзник
Дејвид О. Селзник (енгл. David O. Selznick; Питсбург, Пенсилванија, 10. мај 1902 — Холивуд, Калифорнија, 22. јун 1965) је био амерички филмски продуцент. Његови филмови су били номиновани за осам, а награђени са три Оскара.

## Младост
Дејвид је рођен у Питсбургу, Пенсилванија, као син Флоренс Ен (рођене Сакс) и Луиса Џеј Селзника, продуцента и дистрибутера немих филмова. Његов отац је рођен у Литванији 1870. године.
Давид је имао четворо браће и сестара, укључујући његовог брата Мајрона, такође филмског продуцента и касније агента за таленте. Дејвид Селзник је додао „О“ да би се разликовао од ујака са истим именом и зато што је мислио да боље звучи. „О” не значи ништа, и никада није законски променио своје име да би га укључио.
Студирао је на Универзитету Колумбија у Њујорку и почео да се обучава као шегрт код свог оца све до његовог банкрота 1923. Године 1926, Селзник се преселио у Холивуд, и уз помоћ очевих веза стекао је посао помоћника уредника прича у Метро-Голдвин-Мајеру. Напустио је МГМ за Paramount Pictures 1928, где је радио до 1931. Док је био у Парамонту оженио се Ирен Гледис Мајер, ћерком МГМ могула Луиса Б. Мајера.

## Период у РКО
Дејвид Сарноф, шеф RKO, запослио је Селзника као шефа производње у октобру 1931. године. Поред спровођења ригорозних мера за контролу трошкова, Селзницк је заговарао систем производних јединица, који је произвођачима појединачних филмова дао много већу независност него што су имали под преовлађујућим централним продуцентским системом. „Под фабричким системом производње одузимате директору његов индивидуализам“, рекао је Селзник, „а како је ово креативна индустрија то је штетно по квалитет произведеног производа.“ Увођење јединичне производње, предвиђао је он, такође би могло да резултира у уштедама од 30–40 процената.
Да би снимио филмове по новом систему, Селзник је ангажовао талентовано особље иза камере, као што су режисер Џорџ Кјукор и продуцент/редитељ Меријан К. Купер, и дао је продуценту Пандру С. Берману, старом двадесет шест година, све важније пројекте. Селзник је открио и потписао младу глумицу која је брзо убројана у једну од великих звезда студија, Кетрин Хепберн. Џон Баримор је такође био ангажован за неколико незаборавних наступа.
Селзник је провео само петнаест месеци као шеф производње RKO, дајући оставку због спора са новим корпоративним председником Мерлином Ејлсвортом у вези са креативном контролом. Један од његових последњих поступака у RKO-у био је одобрење теста на екрану за тридесеттрогодишњег, проћелавог бродвејског човека који се бави песмама и плесом по имену Фред Астер. У меморандуму, Селзницк је написао: „Осећам, упркос његовим огромним ушима и лошој линији браде, да је његов шарм ... огроман“.
Селзников мандат се сматрао мајсторским: 1931. године, пре него што је стигао, студио је произвео четрдесет два филма за 16 милиона долара у укупном буџету. Године 1932, под Селзником, четрдесет и један филм је направљен за 10,2 милиона долара, са јасним побољшањем квалитета и популарности. Он је подржао неколико великих успеха, укључујући Закон о разводу (1932), са Кјукором који је режирао Хепбернов деби, и монументални Кинг Конг (1933) — углавном замисао Меријан Купер, оживљен задивљујућим специјалним ефектима Вилиса О’Брајена.

## Повратак у MGM
Године 1933. вратио се у МГМ где је његов таст, Луис Б. Мајер, био извршни директор студија. Мајер је основао другу престижну производну јединицу за Селзника, паралелно са оном Ирвинга Талберга, који је био лошег здравља. Селзникова јединица је укључивала филмове са свим звездама Dinner at Eight (1933), David Copperfield (1935), Anna Karenina (1935), и A Tale of Two Cities (1935).
Уговор Грете Гарбо са МГМ-ом наводно је предвиђао да само Селзник или Талберг могу да произведу њене филмове за студио. Када је Селзник касније најавио одлазак из МГМ-а, Гарбо га је замолила да остане, нудећи му ексклузивно право да продуцира њене филмове. Селзник је одбио понуду.

## Selznick International Pictures
Селзник је чезнуо да буде независни продуцент са сопственим студијом. Године 1935, остварио је тај циљ тако што је закупио RKO-ове студије у Кулвер Ситију и залеђинску парцелу, формирао Selznick International Pictures и дистрибуирао своје филмове преко Јунајтед Артиста. Његови успеси су настављени са класицима као што су The Garden of Allah (1936), The Prisoner of Zenda (1937), A Star Is Born (1937), Nothing Sacred (1937), The Adventures of Tom Sawyer (1938), The Young in Heart (1938), Made for Each Other (1939), Intermezzo (1939) и Gone with the Wind (1939), који остаје филм са највећом зарадом свих времена (прилагођени инфлацији). Прохујало са вихором је освојио осам Оскара и две специјалне награде. Селзник је такође освојио Меморијалну награду Ирвинг Г. Талберг исте године.
Следеће године продуковао је свог другог добитника Оскара за најбољи филм, Ребеку (1940), прву холивудску продукцију британског редитеља Алфреда Хичкока. Селзник је довео Хичкока из Енглеске, покренувши редитељеву америчку каријеру. Ребека је био једини Хичкоков филм који је освојио награду за најбољи филм.

## Касније продукције
Након Ребеке, Селзник је затворио Селзник Интернашонал Пикчерс и узео мало слободног времена. Његове пословне активности укључивале су позајмљивање уметника по уговору другим студијима, укључујући Алфреда Хичкока, Ингрид Бергман, Вивијен Ли и Џоан Фонтејн. Основао је Селзников Студио и вратио се продукцији филмова са Since You Went Away (1944), који је такође написао. То је пратио са Хичкоковим филмовима Spellbound (1945) и The Paradine Case (1947), као и Portrait of Jennie (1948) са Џенифер Џонс.
Такође је развијао филмске пројекте и продавао пакете другим продуцентима. Међу филмовима које је развио, али потом продао био је Хичкоков Notorious (1946). Године 1949, копродуковао је филм Каролом Ридом The Third Man са Александром Кордом.
Прохујало са вихором засенило је остатак Селзникове каријере. Касније је био убеђен да је протраћио живот покушавајући да га надмаши. Најближе вредан поређења са тим филмом био је Duel in the Sun (1946) са будућом супругом Џенифер Џонс у улози главног лика Перл. Са огромним буџетом, филм је познат по томе што је изазвао моралне потресе због тада ризичног сценарија који је написао Селзник. Иако је то било проблематично снимање са бројним режисерима, филм је био велики успех. Филм је био други филм са највећом зарадом из 1947. и био је први филм који је Мартин Скорсезе видео, инспиришући Скорсезеову сопствену редитељску каријеру.
„Престао сам да снимам филмове 1948. јер сам био уморан“, написао је касније Селзник. „У то време сам радио двадесет година... Осим тога, било је кристално јасно да посао са филмовима чека ужасна конкуренција са телевизијом и другим новим облицима забаве, и сматрао сам да је то добар тренутак да сагледам и објективно проучим очигледно променљиве укусе јавности.... Свакако нисам имао намеру да се држим подаље од производње девет година." Селзник је провео већи део 1950-их негујући каријеру своје друге супруге, Џенифер Џонс. Његов последњи филм, високобуџетна продукција A Farewell to Arms (1957) са Џонсом и Роком Хадсоном у главним улогама, био је лоше примљен. Године 1954, упустио се у телевизију, продукујући двосатну екстраваганцију под називом Light's Diamond Jubilee, која је, на прави Селзников начин, ушла у историју телевизије тако што је истовремено емитована на све четири ТВ мреже: CBS, NBC, ABC, и DuMont.

## Изабрана филмографија
- Вечера у осам (1933)
- Алахова башта (1936)
- Звезда је рођена (1937)
- Прохујало са вихором (1939)
- Ребека (1940)
- Зачаран (1945)

## Оскари и номинације
| Година | Награда                               | Наслов рада          | Резултат   |
| ------ | ------------------------------------- | -------------------- | ---------- |
| 1934   | Оскар за најбољи филм                 | Viva Villa!          | Номинација |
| 1935   | Оскар за најбољи филм                 | David Copperfield    | Номинација |
| 1936   | Оскар за најбољи филм                 | A Tale of Two Cities | Номинација |
| 1937   | Оскар за најбољи филм                 | A Star Is Born       | Номинација |
| 1939   | Оскар за најбољи филм                 | Gone with the Wind   | Освојено   |
| 1938   | Меморијална награда Ирвинг Г. Талберг |                      | Номинација |
| 1939   | Меморијална награда Ирвинг Г. Талберг |                      | Освојено   |
| 1940   | Оскар за најбољи филм                 | Rebecca              | Освојено   |
| 1944   | Оскар за најбољи филм                 | Since You Went Away  | Номинација |
| 1945   | Оскар за најбољи филм                 | Spellbound           | Номинација |